# A jednak Pismo Święte ma rację
A jednak Pismo Święte ma rację (niem. Und die Bibel hat doch recht) – książka niemieckiego dziennikarza Wernera Kellera wydana po raz pierwszy w 1955 roku. Autor wskazuje w niej na odkrycia archeologiczne które jego zdaniem potwierdzają prawdziwość przekazów zawartych w Starym i Nowym Testamencie.